# MTV Day 2007
L'MTV Day 2007 (o MTV Day: Possesed by Music) si è tenuto nella città di Roma (da Piazza San Giovanni) e contemporaneamente in quella di Milano (da Piazza del Duomo), il 15 settembre 2007. L'intera manifestazione è stata trasmessa in diretta dai canali MTV, MTV Hits e MTV Brand New a partire dalle 14:00 fino alla fine della giornata.

## L'evento

### Location
Per festeggiare i dieci anni di vita MTV decide di spostare, per la prima volta in assoluto, la manifestazione dalla storica cornice dell'Arena Parco Nord, per dividere così l'MTV Day in due città: Roma e Milano. All'evento hanno preso parte diversi artisti (con un cast volutamente tutto italiano) e diversi volti storici della rete che da anni hanno abbandonato la rete musicale.

### DVD
Per la prima volta parte del concerto dell'MTV Day è stato pubblicato: nel febbraio 2008 è stato messo in vendita il DVD MTV Day 2007 contenente alcuni momenti significativi dei concerti tenutisi a Milano e Roma ed il cui ricavato è stato devoluto al progetto AMREF per la realizzazione di pozzi d'acqua nella regione africana del Kajiado, come già avvenuto per i proventi del progetto Rezophonic.

## Performers

### Milano
- Articolo 31
- Biagio Antonacci
- Carmen Consoli
- Elio e le Storie Tese
- Jovanotti
- Rezophonic Superband (Negrita, Negramaro, Bluvertigo, Lacuna Coil, Sergio Carnevale, 99 Posse, Prozac+, Gianluca Grignani)
- Tiziano Ferro

### Roma
- Elisa
- Finley
- Giovanni Allevi
- Irene Grandi
- Le Vibrazioni
- Negramaro
- Tiromancino
- Verdena